# Brooke Richards
Brooke Richards (York, 17 ottobre 1976) è una modella e attrice statunitense.
È stata selezionata per apparire come Playmate del mese di dicembre 1999 per la rivista Playboy ed è apparsa in diversi video della Playboy. È stata scoperta come modella per lo speciale di Playboy Hawaiian Tropic e ha avuto la sua prima apparizione su Playboy nel 1998. In seguito, è apparsa sulla copertina di Playboy del luglio 1999 e su quella di "Girls of Hawaiian Tropic" per poi divenire Playmate nel dicembre 1999.

## Apparizioni nelle Special Edition diPlayboy
- Playboy's Sexy Girls Next Door, Vol. 1º marzo 1998 - copertina.
- Playboy's Book of Lingerie, Vol. 62, luglio 1998 - Gen Nishino, pagina 12-13.
- Playboy's Girlfriends, luglio 1998 - pagina 3-9.
- Playboy's Book of Lingerie, Vol. 64, novembre 1998 - pagina 68-69.
- Playboy's Book of Lingerie, Vol. 65, gennaio 1999 - copertina fronte e retro, pagina 24-29, 90-91.
- Playboy's Playmate Review, Vol. 16, agosto 2000 - pagina 86-93.
- Playboy's Book of Lingerie, Vol. 75, settembre 2000 - cover.
- Playboy's Playmates in Bed, ottobre 2000 - pagina 8-9.
- Playboy's Voluptuous Vixens, Vol. 4, ottobre 2000.
- Playboy's Book of Lingerie, Vol. 77, gennaio 2001 - pagina 26-29.
- Playboy's Book of Lingerie, Vol. 78, marzo 2001.
- Playboy's Nude Playmates, aprile 2001 - pagina 48-49.
- Playboy's Girls of Summer, maggio 2001.
- Playboy's Book of Lingerie, Vol. 80, luglio 2001.
- Playboy's Sexy 100, febbraio 2003.